# Cornufer myersi
Espèce
Synonymes
- Platymantis myersi Brown, 1949

Statut de conservation UICN

 DD  : Données insuffisantes
Cornufer myersi est une espèce d'amphibiens de la famille des Ceratobatrachidae.

## Répartition
Cette espèce est endémique de Papouasie-Nouvelle-Guinée. Elle se rencontre de 700 à 1 500 m d'altitude sur l'île Bougainville dans l'archipel des îles Salomon.

## Description
Le femelle holotype mesure 58 mm.

## Étymologie
Cette espèce est nommée en l'honneur de George Sprague Myers.

## Publication originale
- Brown, 1949 : A new frog of the genus Platymantis from the Solomon Islands. American Museum Novitates, no 1387, p. 1-4 (texte intégral).